# 冥王星の衛星
冥王星の衛星（めいおうせいのえいせい）では、冥王星が持つ衛星について述べる。
冥王星には2012年までに5個の衛星が発見された。2022年現在、小惑星番号を持つ天体で衛星を3個以上持つ物は、冥王星しか知られていない。

## 概要

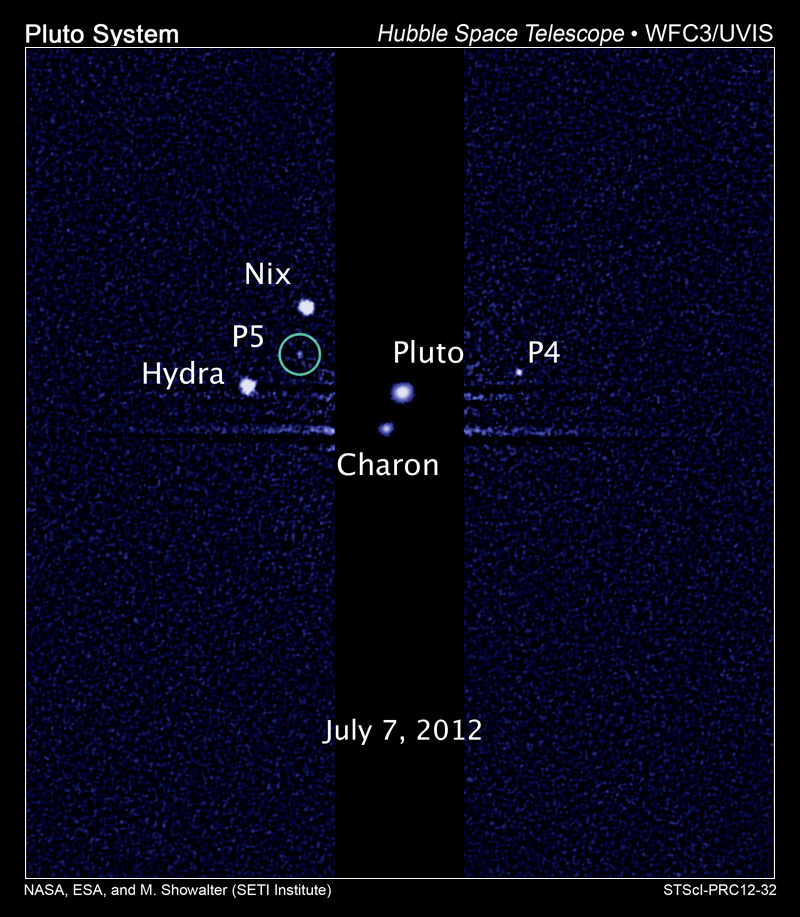
冥王星と、現在知られている5つの衛星。

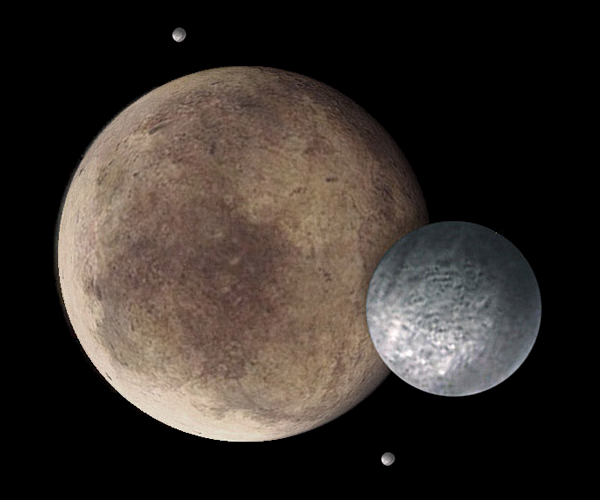
冥王星と衛星の想像図。衛星は当時知られていた物のみ。

1978年に、冥王星で最初の衛星のカロンが天文学者ジェームズ・クリスティーによって発見された。これによって、冥王星の明るさにカロン（Charon）の明るさも加算されていたため、カロン（Charon）のせいで、従来考えられていたよりも冥王星が大きく見積もられていたと判った。
2005年には、より小さな衛星として、ニクス（Nix）とヒドラ（Hydra）が発見された。
2011年には、さらに小さな衛星のS/2011 P 1（又は S/2011 (134340) 1）が発見された。
2012年には、S/2011 P 1と同程度の大きさの衛星S/2012 P 1が発見された。
2013年7月に国際天文学連合は、S/2011 P 1にケルベロス (Kerberos) 、S/2012 P 1に ステュクス (Styx) と命名すると発表した。

### カロン

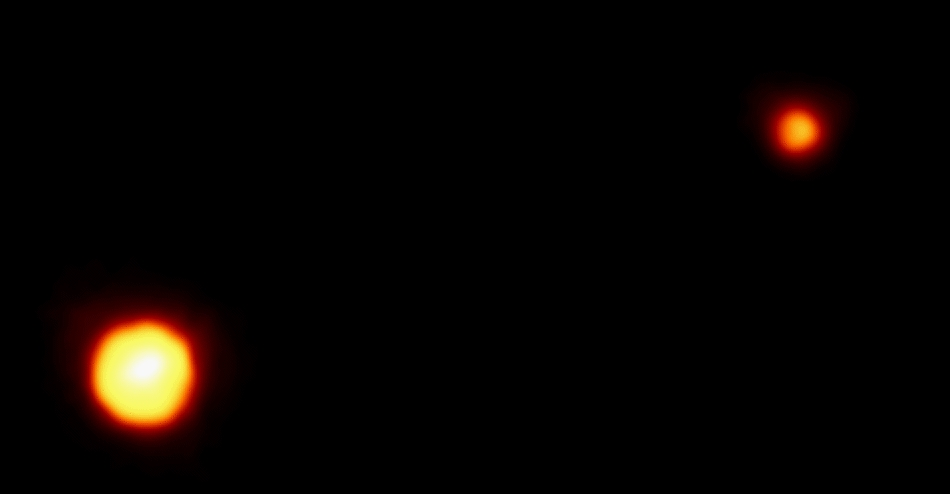
ハッブル宇宙望遠鏡が撮影した冥王星とカロン

冥王星 - カロン系は、太陽系内で知られている中で最大の連星系、すなわち共通重心が主天体の地表の外に有る系で、最大の事例として注目に値する。なお、より小規模な連星系の例としては、小惑星パトロクロスが知られている。

### ニクスとヒドラ
ハッブル宇宙望遠鏡を用いて天文学者が撮影した画像の分析の結果、2005年5月15日に新たに2つの衛星が発見され、仮符号 S/2005 P 1 と S/2005 P 2 が与えられた。これら2つの新衛星に対して、国際天文学連合は2006年6月21日に P 2（内側の衛星）をニクス（Pluto IIとも）、P 1（外側の衛星）をヒドラ（Pluto IIIとも）と公式に命名した。それぞれの英語表記の「Nix」と「Hydra」の頭文字である「N」と「H」は、冥王星探査機ニュー・ホライズンズ (New Horizons) の頭文字をとった物である。
これらの小さな衛星は、冥王星系の共通重心からの距離がカロンのおよそ2倍から3倍の軌道を公転している。これらはカロンと同じ平面上を、ほぼ真円に近い軌道で順行しており、平均運動はカロンとそれぞれ4:1、6:1の軌道共鳴に非常に近い（しかし完全ではない）状態にある。

### ステュクスとケルベロス
ハッブル宇宙望遠鏡での観測によって、2011年7月20日に、ニクスとヒドラの軌道の中間付近に、直径が 13～34 km の衛星 S/2011 P 1 を発見した。さらに2012年7月11日には、直径が10～25 kmの衛星 S/2012 P 1 を発見した。
2013年7月2日に、国際天文学連合により S/2011 P 1 にはケルベロス、 S/2012 P 1 にはステュクスの名前が付けられた。
カロンとその他の衛星は、軌道共鳴をしている可能性がある。カロン、ステュクス、ニクス、ケルベロス、ヒドラの順に公転周期が大体1:3:4:5:6である。

### 分布

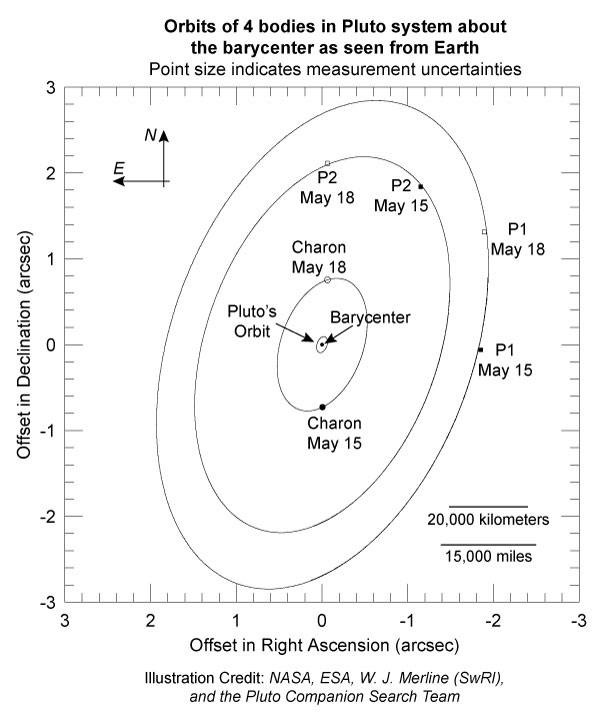
冥王星系に属する4つの天体の軌道。系の重心の周りを内側から、冥王星、カロン、ニクス、ヒドラが公転している。2005年5月時点の図。P 1 がヒドラ、P 2 がニクスを指している。

冥王星の衛星の分布は、観測されている既知の他の衛星系と比較すると非常に変わっている。冥王星を衛星が公転する場合、安定的に重力の影響が及ぶ領域であるヒル球の半径600万 kmのうち、53パーセント（逆行の場合は69パーセント）の範囲の軌道までは、安定して公転できる。ヒル球とは、簡単に説明すると、ある天体の周囲を別の天体が安定的に公転できる可能性を有する範囲を表すために、ある天体の周囲に描かれる範囲である。例えば、海王星の衛星のプサマテは、ヒル球の半径の40パーセントの軌道を公転している。しかし冥王星の場合は、ヒル球のうち内側の3パーセントの領域に、カロンとニクスとヒドラが存在している。ニクスとヒドラの発見者は、冥王星系は「非常にコンパクトで、ほとんど空っぽのように」見えると述べた。その後、さらにケルベロスとステュクスが発見されたものの、冥王星から最も遠い既知の衛星は、依然としてヒドラのままである。
なお、冥王星系を撮影したハッブルの観測から、さらに衛星が存在するとした場合の上限が与えられた。冥王星による光に隠れてしまう、冥王星から5秒角以内の部分より遠い部分には、90パーセントの確かさで、12 kmより大きい（あるいはアルベドを0.041とした場合最大37 km）さらなる衛星は存在しない。これはカロンと同じアルベド0.38を仮定した見積もりである。確かさの度合いを50パーセントとすれば、上限は8 kmと、2006年に見積もられた。

### 検討された可能性
小さな天体が衝突すると破片が生じ、それらが環を形成される場合がある。冥王星に2つの小さな衛星が発見されたことで、冥王星は過去に不安定な環を持っていた可能性も出てきた。しかし現在は、ハッブル宇宙望遠鏡の掃天観測用高性能カメラによる可視光域の詳細なデータから、冥王星に環は無いと考えられる。もし環が存在するとすれば、木星の環のような薄い物か、幅が1000 km以下に限られている細い物だろうと言われていた。

## 一覧表
| 名前 | 名前                  | 直径 (km)          | 質量 (kg）  | 軌道傾斜角 (度)※ | 離心率        | 軌道半長径 (km) | 公転周期（日） | 発見年 |
| ---- | --------------------- | ------------------ | ----------- | ---------------- | ------------- | --------------- | -------------- | ------ |
| I    | カロン S/1978 P 1     | 1,212.0 ± 3.0      | 1.529 ×1021 | 0.0              | 0.0           | 19,571 ± 4      | 6.387          | 1978   |
| V    | ステュクス S/2012 P 1 | 10 - 25            | ?           | ~0?              | ~0?           | 42,000 ± 2,000  | 20.2 ± 0.1     | 2012   |
| II   | ニクス S/2005 P 2     | 40?                | <5 ×1018    | 0.10 ± 0.33      | 0.002 ± 0.002 | 48,675 ± 21     | 24.856 ± 0.001 | 2005   |
| IV   | ケルベロス S/2011 P 1 | 13 - 34 or 14 - 40 | ?           | ~0?              | ~0?           | 59,000 ± 2,000  | 32.1 ± 0.3     | 2011   |
| III  | ヒドラ S/2005 P 1     | 45?                | <5 ×1018    | 0.25 ± 0.11      | 0.005 ± 0.001 | 64,780 ± 88     | 38.207 ± 0.001 | 2005   |

※……カロンの軌道面を0度とした場合

## 架空の衛星
- エドモンド・ハミルトンの『キャプテン・フューチャー』シリーズでは、冥王星は4つの衛星を持つとされ、「ケルベロス」「ケイロン[注釈 1]」「スティックス」（新訳版ではそれぞれ「ケルベロス」「カロン」「ステュクス」）「ディス」と呼ばれている[注釈 2]。なお、出版当時（1940～1950年代）は冥王星の衛星は一切発見されておらず、全てが作者のオリジナル天体である。
- アニメ『宇宙戦艦ヤマト』第1作（1974年放送）には冥王星の衛星が登場するものの、名前は言及されていない。見た目は地球の月に似た岩石天体のようである。